# 22-й піхотний полк (Австро-Угорщина)
22–й Далматинський піхотний полк (нім. Dalmatinisches Infanterie-Regiment Nr. 22, IR. 22) — піхотний полк Спільної армії Збройних сил Австро-Угорщини.

## Історія
Полк було створено в 1703 році. До 1915 року полк називався 22–й Далматинський піхотний полк «Фон Лаці» (нім. Dalmatinisches Infanterie Regiment «von Lacy» Nr. 22).

## Бойовий шлях
Брав участь у австро-турецьких та Наполеонівських війнах, Семирічній та Австро-італо-прусській війні, а також у придушенні Угорського повстання.
Полк бився на Італійському фронті Першої світової війни, брав участь в другій, третій, шостій битві при Ізонцо. 7 серпня 1916 р. 2–й батальйон 22–го полку атакував італійське містечко Саботіно, але потрапив в оточення під Сан-Мауро. Батальйон відбивав атаки італійців, доки не закінчилися боєприпаси, і лише потім здався. Командир батальйону, підполковник Станіслав Турудія був прийнятий особисто командувачем 3–ї італійської армії герцогом Аостським Еммануїлом Філібертом і за виявлені бойові якості отримав право зберігати у себе іменну зброю. В десятій битві при Ізонцо 22–й полк відбивав атаки 60–ї італійської піхотної дивізії.
Штаб–квартири: Дубровник (1873, 1878), Горіція (1874), Котор (1887), Кастельнуово (1888–1899). Округ поповнення: Спліт (№22), на території 16–го армійського корпусу.

## Склад
- 1-й батальйон (1899: Кастельнуово; Синь);
- 2-й батальйон (1899: Спліт; Задар);
- 3-й батальйон (1899: Будва; Кастельнуово);
- 4-й батальйон (1899: Кастельнуово; Тиват).

Національний склад (1914):
- 82 % — хорвати, серби, сербо–хорвати;
- 18 % — інші національності.[2]

## Почесні шефи
- 1851–1870: герцог Фрідріх–Август Нассау–Узінген;
- 1871–1888: барон фон Вебер;
- 1888–1918: граф фон Лаці.[2]

## Командування
- 1859–1865: полковник Йосиф Коппі;[3]
- 1865–1873: полковник Едуард Ерхардт;[4]
- 1873–1879: полковник Карл Белльмонд;
- 1879: полковник Людвіг Янський;[5]
- 1903: полковник Раймунд Доманський;
- 1904–1905: полковник Віктор фон Хуепах цу Рід, Циммерлен унд Хазельбург;
- 1906–1907: полковник Душан Велебіт;
- 1908–1911: полковник Алоїз Вацек;[6]
- 1912–1913: полковник Фелікс Адріан;
- 1914: полковник Рудольф Штрайт.[7]

## Підпорядкування
Станом на 1899 р. полк (без 2го батальйону) входив до складу 94–ї піхотної бригади, а 2–й батальйон підпорядковувався генералу, приписаному до військового штабу Зара.

## Однострій

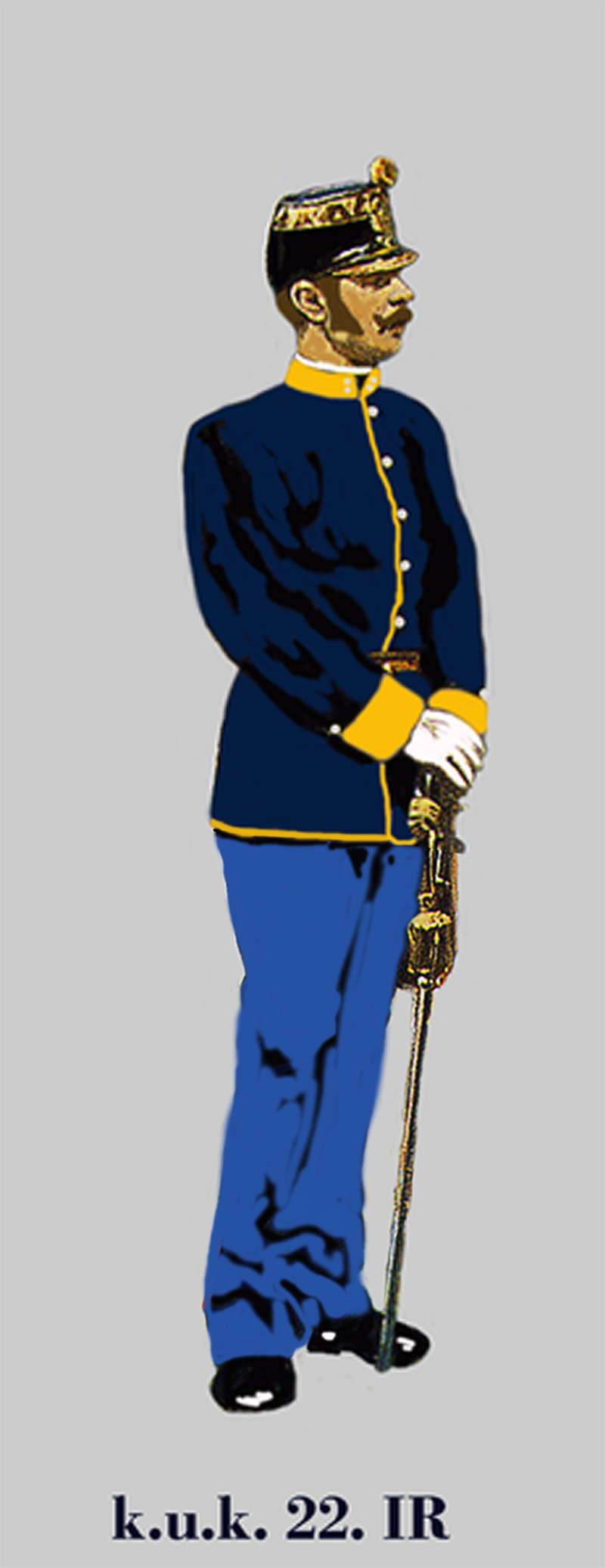
Лейтенант 22–го піхотного полку в парадній формі
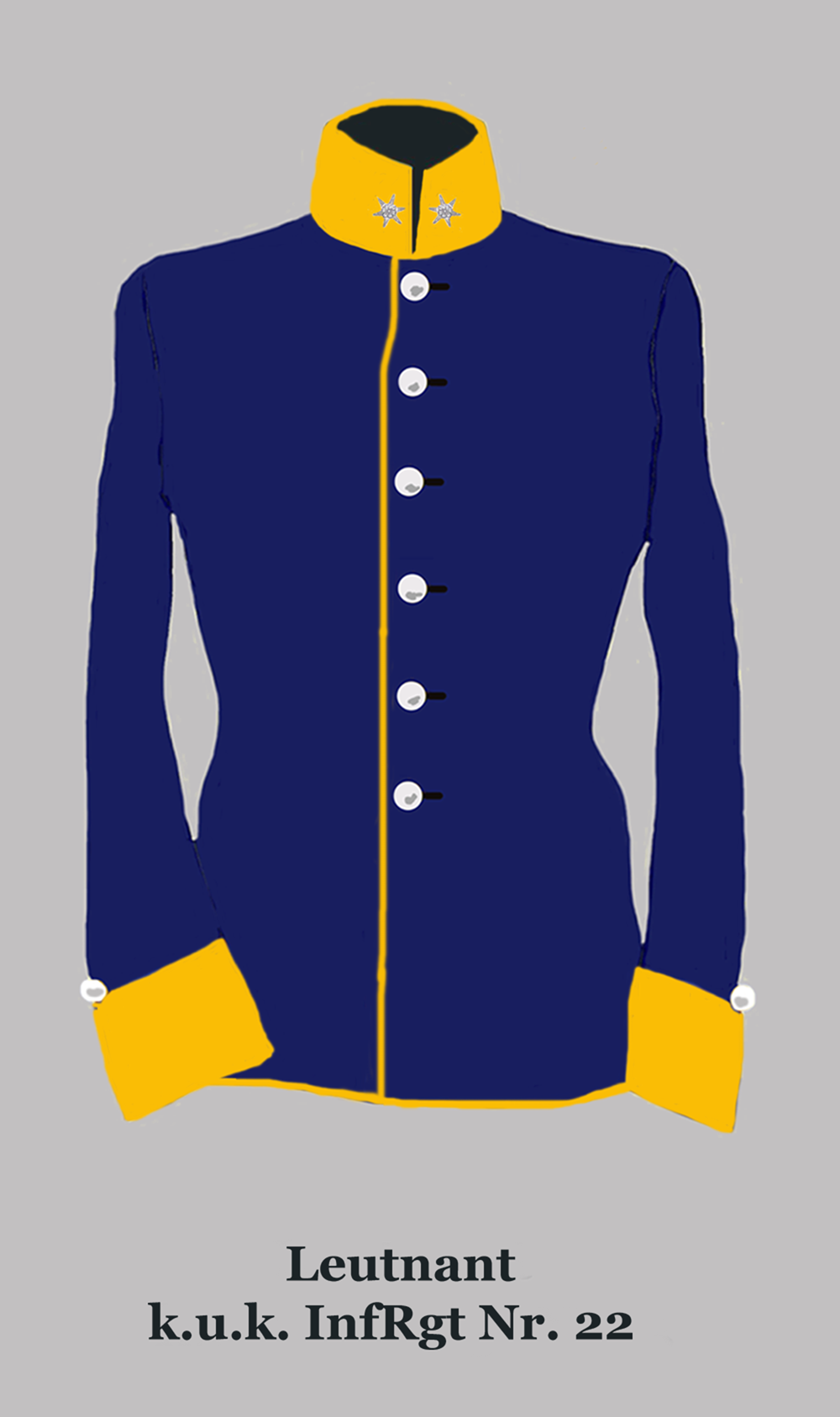
Мундир лейтенанта 22–го піхотного полку